# Paul Baudier
 (mars 2017).
Si vous disposez d'ouvrages ou d'articles de référence ou si vous connaissez des sites web de qualité traitant du thème abordé ici, merci de compléter l'article en donnant les références utiles à sa vérifiabilité et en les liant à la section « Notes et références ».
Paul Baudier, né le 18 novembre 1881 à Paris et mort le 9 décembre 1962 à Châtillon, est un artiste peintre, graveur, et illustrateur français,.

## Biographie
Passant son enfance à la campagne, dans le Gâtinais, Paul Baudier sera toujours attiré par les paysages. Après ses études secondaires, il entre en apprentissage chez son oncle Edmond Duplessis, qui lui apprend la technique de la gravure sur bois, qu'il perfectionne auprès d'Eugène Dété. Il commence par travailler pour La Vie illustrée, puis effectue son service militaire après avoir remporté le concours du Meilleur ouvrier de France[réf. nécessaire].
Il se marie et a trois enfants. Ils partent habiter à Gentilly.
En 1914, il est mobilisé et, dès le début de la guerre, il est blessé et fait prisonnier. Après deux années de captivité en Allemagne, il passe un an en Suisse à Kartigen, près de Thoune. Il y peint et dessine la vie au camp de prisonniers, ainsi que des paysages qu'il expose à Genève.
Il fréquente le groupe de l'atelier des Lachenal à Châtillon, et devient l'ami d'un grand nombre d'artistes qu'il y rencontre : Sarah Bernhardt, Van Dongen, Foujita, Suzanne Tourte, Agnès de Frumerie, Georges Halbout du Tanney, Jules Rispal, Félix Févola. Il décide de s'installer dans cette ville et y fait construire, en 1927, un pavillon et un atelier rue des Egroux, aujourd'hui rue Guy Moquet.
À la même époque, il fréquente également des graveurs réputés comme Edmond Duplessis, Albert Decaris, P.A. Bouroux, ainsi que des écrivains comme Paul Valéry, Georges d'Esparbès et Jean Valmy-Baysse.
Son épouse meurt en 1929, il parcourt alors la France pour réaliser des illustrations destinées à Tableau de France de Jules Michelet, pour le compte de la Société des bibliophiles franco-suisse.
Il forme beaucoup d'élèves, dont sa fille aînée et son fils Albert-Pierre, qui sort diplômé de l'École Estienne en 1925 en qualité d'imprimeur.

## Œuvres

### Dessins
- Hôtel du Nord, dessin à l'encre de chine et gouache, dim; h: 14 cm x l: 14 cm
- Moulin dans le Gâtinais, encre de chine et gouache, Sbd, dim; h: 48 cm x l: 31 cm
- Paris, vu de Châtillon, lavis et gouache, Sbd, dim; h: 37 cm x l: 25,5 cm, (Collection de la Ville de Châtillon)
- Autoportrait, dessin au fusain
- Jardin de l'artiste à Châtillon, gouache, dim; h: 41,5 cm x l: 32,5 cm, (fonds Atelier de l'artiste)
- Le Tas de Pois à Camaret-sur-Mer, gouache, dim; h: 31 cm x l: 48,5 cm
- Champ aux meules, gouache, dim; h: 30 cm x l: 39 cm

### Peintures
- La Ferme fleurie , hsp, dim; h: 30 cm x l: 45 cm
- Autoportrait, à la cigarette , hst
- Douarnenez (le port), hst, dim; h: 59 cm x l: 72 cm
- Le port , hst, Sbd, dim; h: 32 cm x l: 40 cm

### Estampes
- 1900, Madame Baudier mère, bois orignial, portrait de la mère de l'artiste (présenté au Salon des Artistes Français cette même année)
- 1912, Intérieur, gravure
- 1923, Vieille maison, gravure
- Vers 1924, Alphonse de Chateaubriant, portrait gravé sur bois inséré hors-texte pour Monsieur des Lourdines, édition G. Crès & Cie, Paris, 1924
- 1924, Je vous ai désiré un soir…, René Boylesve; 22 bois originaux de Paul Baudier, Paris, A.Fayard et Cie
- 1927, Vieux bois, gravure
- 1930, Les Demi-vierges, Marcel Prévost; avec 16 ill. de Gaston Fédit, gravées par Paul Baudier, Paris, Hachette.
- 1935, Jetée de rochers sur la mer; deux planches à voile dans le lointain, Paris, Fequet et Baudier
- 1943, Regards sur la mer, texte imprimé de Paul Valéry, gravures à l'eau-forte de Paul Baudier, Paris.
- 1945, Sans pouvoirs, texte imprimé de Jean Giraudoux, Monaco, éd. du Rocher.
- Paysage beauceron
- Le Gentilly pittoresque, 1 album avec gravures
- Rue de la Huchette, gravure
- Rue des Prêtres-Saint-Séverin, gravure
- Rue Saint-Julien-le-Pauvre, gravure
- Paysage à Gentilly, gravure
- La Bièvre à Arcueil-Cachan, gravure
- Sur les hauteurs de Villejuif, gravure
- Paysage beauceron, gravure

### Illustrations
- Henry Bordeaux, La Maison, 40 bois originaux de Paul Baudier, Paris, A. Fayard et Cie
- Paul Verlaine, Amour III, Paris, G. Crès et Cie, 1921
- André Gide, La porte étroite, Editions Georges Grès 1920
- Edmond Jaloux, L'éventail de crêpe, Arthème Fayard & Cie, Paris, 1936.
- Henri de Régnier, La cité des eaux, Paris, La Trirème, 1946.
- Émile Verhaeren, Almanach, cahier de vers, Société de Saint Éloy, 1951. Chaque mois de l'année est illustré par un artiste différent : Paul Adrien Bouroux, Paul Baudier, Jean Frélaut, Eugène Corneau, Henry Cheffer, Adolphe Beaufrère, Camille Paul Josso, Pierre-Yves Trémois, Paul Lemagny, Robert Jeannisson et André Vahl.
- Gérard de Nerval, Sylvie, Paris, 1952. Manuscrit unique avec la calligraphie de Guido Colucci et des gouaches de Baudier.

## Salons
- Salon des artistes français de 1900, bois original : Portrait de Madame Baudier mère
- Salon des indépendants de 1900

## Publications
- Le Gentilly pittoresque, 10 planches par P. Baudier, sans nom d'éditeur, sans date.

## Prix
- Meilleur ouvrier de France
- 1903 : Mention honorable au Salon des artistes français
- 1906 : Médaille au Salon des artistes français
- 1923 : Médaille d'argent au Salon des artistes français
- 1927 : Médaille d'or à l'Exposition internationale
- 1943 : Médaille d'honneur au Salon des artistes français

## Titres et fonctions
- Sociétaire de la Société  des artistes français
- Membre du comité et du jury du Salon des artistes français
- Président de la Société des artistes français

## Décorations
- Chevalier de la Légion d'honneur (1948)

## Collections publiques
- Ville de Châtillon : Paris, vu de Châtillon,lavis

## Iconographie
- Paul Baudier, burin d'Albert Decaris